# Eurybistus macrocerci
Eurybistus macrocerci är en insektsart som beskrevs av Bragg 200. Eurybistus macrocerci ingår i släktet Eurybistus och familjen Aschiphasmatidae. Inga underarter finns listade i Catalogue of Life.